# Ishania paxoides
Ishania paxoides là một loài nhện trong họ Zodariidae.
Loài này thuộc chi Ishania. Ishania paxoides được Rudy Jocqué & Léon Baert miêu tả năm 2002.